# 김종필
김종필(金鍾泌, 1926년 1월 7일~2018년 6월 23일)은 대한민국의 정치인이다. 제11·31대 국무총리로 재임하였다.
5.16 군사 정변에 참여해 초대 중앙정보부장으로 임명되는 것으로 정계에 입문하였다. 이후 9선 의원을 지내면서 김영삼, 김대중과 함께 삼김이라 불리며 대한민국의 정치를 이끌었다. 본관은 김해이며 충청남도 부여 출생이다.
그는 박정희가 5.16 군사 쿠데타를 일으킬 당시 예비역 대한민국 육군 중령으로 쿠테타에 참여했다. 1951년 2월 박상희의 장녀 박영옥과 결혼했으며 1963년 육군 준장으로 진급 후 예편했다. 9선 국회의원으로 최다선 국회의원 출신이며, 1971년 박정희 정권기 제11대, 김대중정부기 31대 DJP 연정 국무총리를 역임하였다.
민주공화당 총재와 신민주공화당 총재를 거쳐 자유민주연합 총재를 지낸 그의 주요 거주지는 대한민국 서울특별시 중구 청구동이었다.
육군사관학교를 8기로 졸업하고 1961년 5.16 군사 정변의 중심 인물로 중앙정보부(현 국가정보원)를 창설해 초대 부장에 취임해 활약했지만, 공화당의 내분으로 정계를 은퇴했다. 1971년 공화당 부총재직을 맡고 제8대 국회의원에 당선됐으며, 같은 해 6월 국무총리에 취임함으로써 정계에 복귀후 5년6개월간 최장수 총리를 지내며, 대덕연구단지, 민속촌등을 기획했다. 1979년 공화당 총재를 맡았으나,1981년 신군부의 압력으로 정계 은퇴 후 미국으로 건너갔다. 1987년 신민주공화당을 창당하며 정계에 복귀하였다. 1990년 3당합당에 참여하여 민주자유당 최고위원으로 활동하였다. 하지만 1995년 탈당하고 자유민주연합을 창당하고 초대 총재가 되었다. 2004년에 제17대 총선에서 낙마하고 정계를 은퇴했다.
제3공화국과 제4공화국 당시 제2인자였으며 김영삼, 김대중, 이철승과 함께 박정희의 후계자 또는 잠재적 대안자로 거론되기도 했다. 1971년 6월 4일부터 1975년 12월 18일까지 대한민국의 제11대 국무총리를, 1998년 3월 3일부터 2000년 1월 12일까지 제31대 DJP 연정 국무총리를 역임했다.
2018년 6월 23일에 숙환으로 인해 향년 93세의 나이로 사망하였다. 친형 김종익은 7~9대 3선 국회의원을 역임했다.

## 생애

### 생애 초기

#### 출생과 가계
김종필은 1926년 1월 7일에 충청남도 부여에서 7남 중 5남으로 태어났다. 김해김씨 안경공파(金海金氏 安敬公派) 16세손이다. 12대조 김예직(金禮直)은 광해군의 외숙부로 삼도수군절도사를 지냈다.
7대조 김기서가 진천현감을 역임하면서 충청도로 오게되었으며, 그의 할아버지 김현택이 충청도 청양에서 충청도 부여에 이사와 천 석을 일궈내 쌀 2000섬 지기의 갑부였고 철종 때 선릉참봉을 지냈다. 3대 독자였던 아버지 김상배는 토지측량사를 지냈다. 토지등록 분규 등을 잘 해결해 신망을 얻은 후 규암면장과 부여면장으로 지역사회의 유지였으며, 어머니 이정훈은 전주 이씨로 아버지보다 12살 연하였다.
아버지는 항일 독립운동가들을 집안에 숨겨주고 돌봐줬다. 의열단 단원인 유석현 등은 1921년 일본 경찰에 쫓기다가 김상배의 집에 피신하기도 했다.

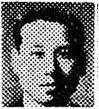
셋째 형 김종락, 그 역시 5.16 군사 정변에 참여하였다.

그의 부모는 모두 아들만 7명을 두었다. 위로 4명의 형과 아래로 2명의 동생이 있는데 큰형 종호는 40대의 나이에 공무원 시험을 거쳐 서울 종로구청 주사로 근무했고, 1970년에서 1980년까지 중앙곡물협회 회장직을 맡았다. 둘째 형 김종익은 민주공화당 6·7·8대 국회의원을 지냈다. 막내동생 종식은 중학생 무렵 한국 전쟁 중에 실종됐다. 그 뒤 김종필은 실종된 막내동생을 오랫동안 찾았으나 찾지 못했고, 그의 측근인 보좌관 김석야는 2000년 동아일보와의 인터뷰에서 "총리께서 수십년 동안 막내동생을 찾으려고 갖은 노력을 기울였지만 끝내 아무런 단서를 찾지 못해 사망한 것으로 추정한다."고 했다.

#### 유년 시절
부여보통학교 6학년 때 기쿠치 간(菊池 寬)의 연애소설 <두 번째 키스>를 읽다가 하루종일 두들겨 맞았고, 공주중학교에 진학했을 때는 동맹 휴학을 주도했다가 공주경찰서 사상계에까지 넘겨졌는데 면장이던 아버지가 손이 발이 되도록 빌어 겨우 빠져나올 수 있었다.
공주중학교 재학 당시 급장과 검도부장이었다. 검도는 4학년 때 입단을 했고, 승마와 그림도 즐기는 낭만의 소년이었다.

#### 청년기
일본 도쿄로 유학을 떠나, 주오대학교 예과 독법학과에 입학했지만, 일본인 선배가 "조센징은 왜 (태평양)전쟁에 참가하지 않나?"라는 말을 듣고 일본인 선배에게 주먹을 휘두른 다음에 자퇴를 하고 귀국한 뒤 대전사범학교에 1945년 3월에 졸업하였다. 교생 실습을 하다가 일본인 교감과 말다툼을 벌인 끝에, 또다시 일본인 교감을 때려눕히고 맙니다. 이때문에 결국 김종필은 산간벽지 학교로 발령이 났고, 결국 2개월만에 사퇴를 했고,
광복 이후 1946년 경성사범학교 사회교육과에 입학하였다.
당시 좌익단체였던 충남교육연맹 위원장이었던 둘째형 김종익을 잡으러 서북청년단이 그의 집을 습격했다. 그리고 서북청년단은 김종필의 아버지를 마구 두들겨팼고, 결국 김종필 아버지는 뇌졸중으로 사망하게 되었으며, 재산과 집 역시 빼앗기게 된다.

#### 군인 생활

##### 군 복무 초기
1948년 서울대 사범대학 3학년이었던 김종필은 부친이 작고한 후 집안이 어려워지자 경제적으로 곤궁한 처지에 몰린 김종필은 내 힘으로 앞길을 열어야겠다는 결심을 하고, 집에서 독립하고 서울에서 택시 기사를 했다. 하지만 갑자기 교통사고를 내버려 정신을 차려야겠다고 모병소에 원서를 내고 군에 입대하여 충청남도 온양에 주둔하는 육군 제13연대에 배속된다.
그러나 1주일 만에 구타와 굶주림을 견디지 못하여 탈영하였다. 이후 탈영병의 신분으로 서울대 동기의 집에서 숨어 지내면서 전전하던 중 극장에 영화관람을 갔다가 육사 교도대와 만나게 되어 기간병으로 재입대하였다가 육사 제8기생으로 입학해 1949년 5월에 소위로 임관했다. 소위 임관과 동시에 육군 정보국에 배치되었다. 그 뒤 주로 참모직을 역임하고 1949년 12월 당시 육군본부 정보국에 중위로 있었다. 이후 한국 전쟁에 참전했고, 육군 정보국 전투정보과 북한반장에 임명, 갑작스런 남침으로 무너지는 전선을 시찰하고 전세를 정확히 보고했으며, 1계급 특별승진해 육군 대위가 됐다.

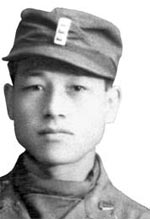
한국 전쟁 무렵

한국 전쟁 후반에는 6사단 19연대로 배속되어 수색중대장 등으로 북한군과 교전하였다. 1951년 1월에 박상희의 딸 박영옥과 결혼하였고 그해 육군 대위로 지내면서 제1차 도미 유학 장교단 150인 중 한 사람에 선발돼 조지아 포트베닝의 미국 육군보병학교에 입교하여 수료하였다.
1952년 다시 정보국 전투정보과 북한반 반장이 되었다. 김종필은 정보 계통에 근무하면서 야전부대에서 근무한 장교들과는 달리 시간과 활동에서 상대적으로 제약을 덜 받았기 때문에 동기생들과 언제든지 긴밀하게 접촉할 수 있었다. 이후 육본 정보국 정보과장으로 보직되었다.

#### 항명 파동과 강제 예편

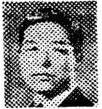
5·16 군사 정변 전후의 김종필

그는 군에서 주로 정보관계 업무에 종사하다가 소령을 거쳐 1958년 육군본부 정보참모부 기획과장으로 부임했다. 기획과장 재직 중 중령으로 진급했는데, 다른 기수보다 소령에서 중령으로 진급하는 것이 8년 정도 늦었던 그의 동기들은 군 운영체계에 불만을 품게 됐다. 어쨌건 그는 육군 중령으로 진급한지 몇달 지나면서 육군본부 정보참모부 기획과 과장에서 육군본부 정보참모부 정보처 처장이 되고, 이후 1960년 육군본부 정보국 행정처 처장에 임명되었다.
1960년 8월 24일 김종필과 석정선은 성당에 미사 중이던 장면 국무총리를 찾아가 서면으로 정군을 요구하고 돌아왔다. 그러나 서면은 전달되지 않았고, 이는 후에 그가 항명파동에 연루되는 계기가 됐다. 장면 내각은 숙군을 단행하려 했고, 이때 그가 석정선과 함께 모든 책임을 지고 예편하는 것으로 파동을 마무리지었다. 예편 이후 별다른 직업이 없던 그는 정계 입문을 결심한다.
1961년 4월 19일 4.19 의거 1주년 기념 시위를 거사일로 정하고 박정희와 함께 군사 정변을 기도했지만 장면정권의 시국정화단에서 학생 시위대를 매수하여 4월 19일 당일은 조용했고 거사는 실패로 돌아갔다. 그해 5월 다시 거사일을 정한다.

#### 5·16 군사 쿠테타

##### 5·16 전후

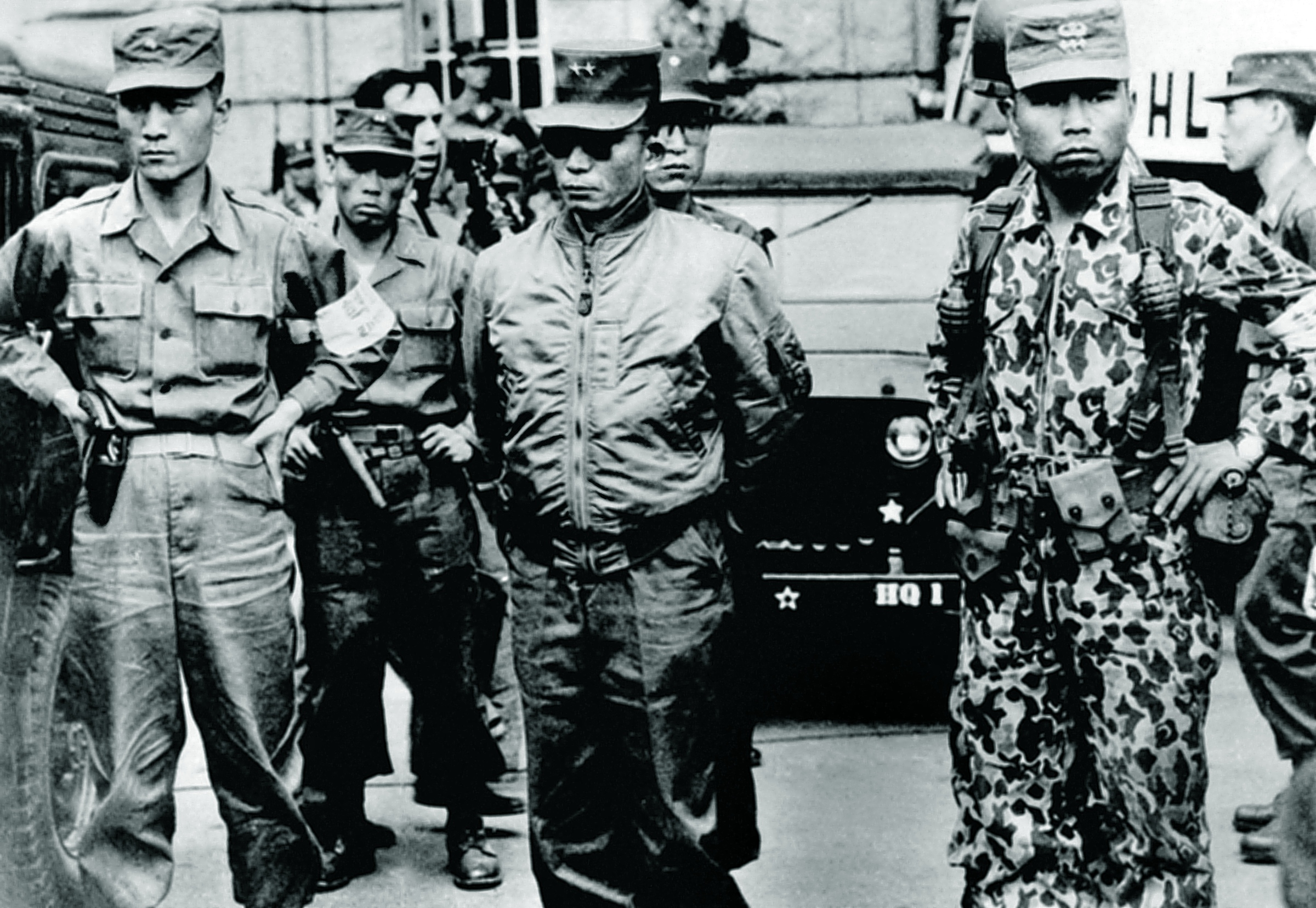
5·16 군사정변 직후 군인들

1960년에 일어난 항명 파동으로 육군 중령에서 예편했다. 갑자기 일자리를 잃게 된 김종필은 한때 《사상계》를 찾아가 이력서를 넣었으나 면접에서 탈락했다. 그러나 예비역 중령 신분으로 꾸준히 박정희 등과 교류했고, 1961년 5·16 군사 정변을 준비한다. 5·16 군사 정변에 참여했고 5·16 군사 정변이 성공하자 다시 현역으로 복귀, 육군 중령이 됐다. 이어 육군 대령으로 진급했고, 육군 준장으로 진급했다. 한편 박정희가 5·16을 거사했다는 비난을 받게 되자, 그는 "내가 박정희 장군을 모시고 5·16을 기획했다."라고 했다.

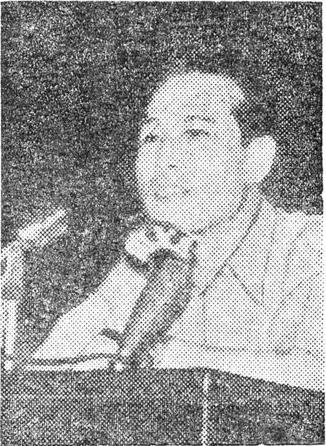
6월 5일 5·16 거사 목적을 발표한 언론과의 인터뷰

이후 군사혁명위원회(국가재건최고회의)가 구성되면서 중앙정보부가 신설, 그는 제1대 중앙정보부장에 임명된다. 6월 5일 오후 그는 공식 기자회견을 통해 5.16 군사 정변은 낡은 구세대의 정치 진출을 차단하기 위한 거사라고 발표한다.
| “ | 아직도 일부 몰지각한 반 혁명세력과 반성하지 못한 기성 정객들 가운데 혁명정부의 뒤에서 유언비어를 조작, 날조하여 또 다시 정치참여의 꿈을 가지고 있다.…(이하 중략)…중앙정보부장이라는 직책으로 젊은 장교들이 이번 5·16 군사 혁명을 일으킨 동기와 목적 등을 정확하게 밝힘으로써 이들 기성정치인들의 공상을 깨워주고 잡다하게 떠도는 데마 등을 일소하려 한다. | ” |

군사 정변 직후 그는 장인 박상희의 경력과 관련하여 사상 공세에 시달렸고, 황태성이 남하한 후에는 한일회담 직전까지 야당인사들로부터 수시로 의혹을 받게 된다.

##### 중앙정보부 창설
5.16 군사 정변이 성공한 직후 그는 즉시 시국정화단 등을 개편하여 정보조직인 중앙정보부를 창설한다. 초대 중정부장이었던 김종필은 중정청사 터를 조선 20대 왕 경종과 계비 선의왕후 어씨의 릉을 모신 의릉 사적지 주변으로 정하였다. 이후 의릉 입구에 세워진 중앙정보부 건물은 속칭 안가 로 불렸다.
1961년 5월 20일부터 1963년 1월까지 초대 중앙정보부장이었고, 1961년 7월에는 잡지 《사상계》의 동인이었던 함석헌이 ‘5·16을 어떻게 볼까’라는 제목의 글을 기고하자 사상계사 사장인 장준하를 불러 취조했다.

##### 장준하취조 과정
1961년 7월호의 함석헌의 5·16 군사정변 비판 칼럼을 문제삼아 장준하를 소환했다. 사상계 7월호가 나가고 4, 5일 뒤, 퇴근시간이 되어갈 무렵 사상계사에 군인 둘이 나타났다. 그들은 혁명군에서 나왔다면서 다음날 아침 7시까지 사장과 편집 책임자를 모시러 오겠으니 그 시각까지 나와 있어 달라는 용건을 전했다. 다음날 장준하는 편집 책임자인 취재부장 고성훈과 함께 지정한 시각인 아침 7시에 회사로 나갔다. 검정 지프차 하나가 먼저 와 기다리고 있고 다른 군인 2명이 기다리고 있었다. 지프차는 장준하와 고성훈을 싣고 가 남산 밑 회현동 어딘가에 있는 허름한 2층 집의 한 방에다 내려놓았다.
20분뒤 김종필 이 나타났고 김종필은 사상계 7월호에 실린 함석헌의 5·16 군사정변을 우회적으로 비판한 칼럼을 문제삼았다.

- 김종필 : 정신분열자 같은 영감쟁이의 이 따위 글을 도대체 무슨 저의로 여기에 실었소? 성스러운 혁명 과업 수행에서 당신은 우리 군사혁명을 모독하자는 거요? 이걸 싣게 된 경위와 목적을 말하시오.

- 장준하 : 이 글은 내가 직접 함 선생께 부탁해서 내손으로 받아다 내가 읽어 보고 실은 것이오.

장준하는 말을 계속했다.

- 장준하 : 여러분은 이 글을 좋지 않게 보는 모양이오만 내 나름으로는 이 글이야말로 군사혁명을 일으킨 여러분을 위하고 혁명 과업을 수행하는 데 있어 가장 시의에 맞는 충언이라고 확신해 실은 것이외다. 좋은 약은 입에 쓴 법으로, 당장은 다소 거슬리는 데가 있을지 모르지만 내 확신이 틀리지 않는 한 여러분을 위하고 나라의 장래를 위하는 충정이 들어 있는 글인 것만은 틀림없소. 지금 우리나라의 모든 언론 기관이 혁명 과업을 수행하는 과정에서 잘한다는 말 이외의 다른 말들은 일체 하고 있지 않소. 그러나 내가 보기에는 아무래도 나라의 향방이 옳은 길로 걸어가는 것 같지가 않고, 또한 뜻있는 여러 사람들이 말로는 못하지만 생각은 나와 같기 때문에 충고로 이 글을 실은 겁니다. 나와 함 선생 외에는 이런 시기에 이런 충고를 할 사람이 없소.

장준하의 말에 김종필은 앞으로 밀어놓았던 책을 급히 집어다 빨간 줄 투성이가 된 문제의 글과 권두언을 펴 여기저기 한 줄씩 읽어주며 장준하에게 들이댔다. 그는 이것은 무슨 소리이며 이것도 충고냐는 식으로 윽박질러 물었고, 이에 장준하는 항의했다.

- 장준하 : 왜 남의 글을 그런 대목만 부분적으로 떼어서 문제 삼으십니까? 전체를 가지고 말 하시오.

- 김종필 : 어디 잡지를 읽는 사람들이 앞뒤를 다 읽고 맞추어 해석해요? 대부분이 이런 자극적인 부분의 문구들에 의해 현혹되기 마련 아니오?

그러나 김종필은 그가 장도영과 같은 고향이라는 점을 문제삼았다. 그러나 장준하는 장도영과의 관련을 부인했다.

- 장준하 : 장도영과 나는 같은 평북 출신이긴 하지만 그 사람은 용천 출신이고 나는 삭주가 고향이외다. 일본군에 잠깐 같이 있었기 때문에 서로 알고는 있지만 그 사람과 무관할 뿐 아니라 그 사람의 지난 행적을 그다지 좋게 보는 것도 아닙니다. 그런 사람과 나를 연관시키는 것은 나를 모독하는 것입니다.

장준하의 대답에 김종필은 흥미를 느껴 계속 꼬치꼬치 캐물었고, 장준하는 숨길 것이 없고 해서 자신이 평소 못마땅하게 생각하는 장도영에 대한 추억을 진술했다. 장준하에 의하면 '장준하와 장도영은 중국 서주에서 같이 있었다. 그 곳에서 한인 탈영 사건이 자주 일어나자 학도병들에 대한 감시와 핍박이 심했다. 그때 장도영은 일본도를 빼들고 탈주하는 자는 자기가 먼저 처단하겠다고 설치다가 장준하와 충돌했다. 그리고 탈출이 어려운 쓰카다 부대로 같이 옮겨가서 둘은 장준하가 벌인 '잔반 거부 운동'으로 반목한다.' 성이 같고 고향이 이웃해 있다고 해서 서로 호흡이 맞는 것도 아니었다. 같은 서북인 출신이라 하지만 장준하로서는 장도영의 이름을 들어 그 당으로 모니 참을 수가 없었다.
김종필이 장준하와 장도영의 사이를 의심할 만한 이유는 또 하나 있었다. 이 무렵에 사상계사에서 사상문고 100권 출간 기념 리셉션을 창경궁(昌慶宮)의 수정궁(水晶宮)에서 열었던 것이었다. 당시 사상계의 국제적인 명성 때문에 그날이 7월 4일 미국 독립 기념일인데도 미국 대사가 직접 참석하고 내외 귀빈이 수도 없이 모였는데 쿠데타 군부에서도 장도영 최고회의 의장 이하 그 일파가 모두 왕림했다. 그때 박정희와 김종필 쪽에서는 아무도 오지 않았다 그리고 7월 5일 장도영 일파는 모두 체포됐다.

##### 공화당 사전조직 구성
1962년 1월 김종필은 민주공화당의 사전 창당조직 연구팀과 사전 조직인 동양화학 주식회사의 창립을 주도하였다. 5.16이 일어난 지 3개월 만인 1961년 8월에 김종필은 민정인수 구상의 하나로 공화당을 사전조직하기 시작했던 것이다. 이러한 공화당 사전조직은 박정희의 재가를 얻은 김종필의 새 정당 창당구상 연구팀으로, 책임자는 예비역 육군중장 최영두고, 윤천계(고려대), 김성희(서울대), 강상운(중앙대) 교수와 이종극, 김운태, 윤태림, 정범모, 박종화, 유호선, 김정렴, 김학열, 최규하, 이필석, 홍승면 등으로 구성되었다.
이들은 1962년 1월 이 연구실의 이름을 '동양화학 주식회사'로 위장하고 종로 2가 뒷골목 제일전당포 2~3층에 사무실을 차렸다. 이어 김종필은 재건당을 조직하여, 민정에 군출신 인사들이 참여하기 위한 정식 정당 창당작업을 지속적으로 준비해 나갔다.

#### 예편과 정계 입문

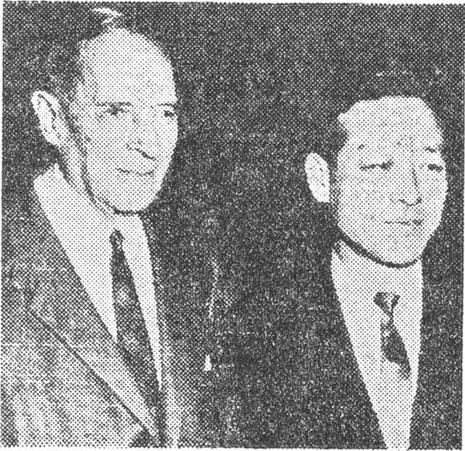
1962년 10월 31일 더글러스 맥아더를 방문한 김종필

중앙정보부장으로 재직 중 육군 준장으로 진급하였다. 1962년 10월부터 11월까지 미국을 방문하고 귀국했다. 미국 방문 길에 그는 더글러스 맥아더 미국 육군 원수를 방문하기도 했다.
더글러스 맥아더와의 면담에서 맥아더는 김종필에게 "한국이 하루빨리 통일이 되기를 바란다. 나는 한국이 통일될 때까지 죽을 수 없다."는 의사를 피력한다. 또 맥아더는 김종필에게 "한국 전쟁을 승리로 이끌기 위하여 만주 폭격을 주장"했으며 "한국 전쟁의 휴전에 있어서 미국은 잘못을 저질렀으며, 한국에서의 북진 통일이 이루어지지 않았기 때문에 오늘의 인도네시아 사태가 발전된 것"이라고 답하였다. 또한 맥아더는 김종필에게 "이승만 박사에 대한 감정을 완화하여 그를 고국 땅에 귀국시키는 것이 좋을 것"이라고 언급하였다.
1963년 1월에는 육군 준장에서 예편했고 중앙정보부장에서 사퇴했다. 이어 민주공화당의 사전조직인 재건당을 창당했고, 직접 윤일선, 임영신, 여운홍, 임병직, 윤치영, 정구영 등을 찾아다니며 설득, 신당 창당에 적극 도움을 줄 것을 요청하였다.
평소 장면 내각을 미워하던 윤치영, 여운홍 등은 그의 도움 요청을 적극 수용하였다. 같은 해 2월에는 정구영, 윤치영 등과 함께 민주공화당 창당 조직에 참여했다.

### 정치 활동
1971년~1975년, 1998년~2000년에 걸쳐 두 차례 국무총리를 역임했으며, 1963년 6대 국회 때부터 의정활동을 해 총 9번 임기를 채웠다. 이것은 김영삼, 박준규와 함께 최다선 국회의원 기록이다.

#### 3공 시절

##### 제3공화국 초기
1961년 5·16 군사 정변 당시 박정희의 핵심 브레인으로 일명 혁명공약을 기초했으며, 5월 20일에는 중앙정보부를 조직하여 부장으로 취임하였다. 1962년 박정희가 대통령 권한대행으로 있을 때부터 한일협정의 실질적인 교섭을 담당했다. 1963년 1월 민주공화당을 창당하기 위해 육군준장으로 예편(군번 13517)했고, 재건당이라는 가칭 조직을 창당했다가, 2월부터 정구영 등과 함께 민주공화당 창당준비위원회를 이끌었다. 이후 민주공화당을 창당하자 야당 인사들은 구정치인 정정법으로 묶어놓고 자신들만의 사전조직을 비밀리에 결성했다며 비난했다.
한편 꾸준히 육사 5기생, 6기생들의 견제를 받던 그는 그해 2월 25일, 민주공화당 창당 준비위원장을 사퇴하고 순회대사의 자격으로 동남아시아와 구라파(유럽) 여러 곳을 역방하고저 출국했다가 귀국하여 국회의원에 입후보하였다. 1963년 11월 제6대 국회의원에 당선됐고, 1963년 12월 민주공화당 당의장에 선출됐다. 1964년 8월에는 하버드대학교 정치경제학과를 수료하였다.
1965년 6월, 당시 일본 외무상인 오히라 마사요시와의 비밀 접촉으로 '김종필·오히라 메모'에 합의해 협정 체결에 결정적인 공헌을 했으나 이 과정에서 식민지배에 대한 사과, 약탈 문화재 반환, 재일동포 지위, 동해어업권, 강제 동원 피해자 보상, 원폭피해자 문제 등 주요 현안은 모조리 무시한 채 경제적 보상과 차관을 대가로 모든 문제의 종결을 선언해버려 이 후 한일 관계에 계속되는 문제점과 야당 인사들의 반발을 초래했다.

##### 김-오히라 메모
1961년 11월 22일 박정희는 일본을 방문하여 이케다 하야토 총리를 만나 "맨주먹으로 황폐한 조국을 이끌어 보겠다는 의욕만은 왕성하다"며 협조를 요청했다. 박정희의 협조 요청에 따라 일본 외무장관 오히라 마사요시 등이 한국에 입국했다. 1962년 중앙정보부장 김종필은 오히라 마사요시를 만나 협상의 내용을 합의하였다. 이 협상 내용은 "김-오히라 메모"로 불린다. 후일 김종필은 "내가 이완용이 소리를 들어도 그 길밖에는 없다고 생각했다. 조금 적은 액수이더라도 빨리 공장을 세우고 기술을 배웠기 때문에 우리 경제성장이 빠르지 않았느냐. 후회하지 않는다"고 회고했다.
김종필의 메모

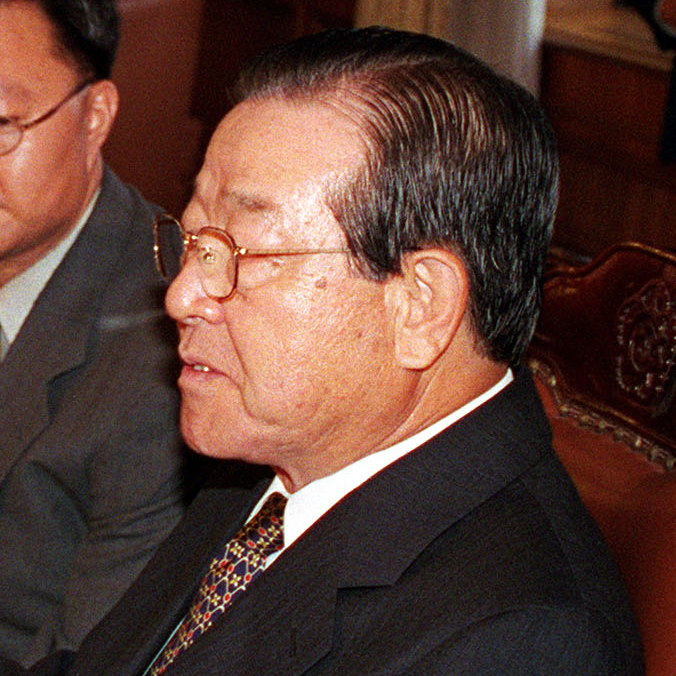
김종필

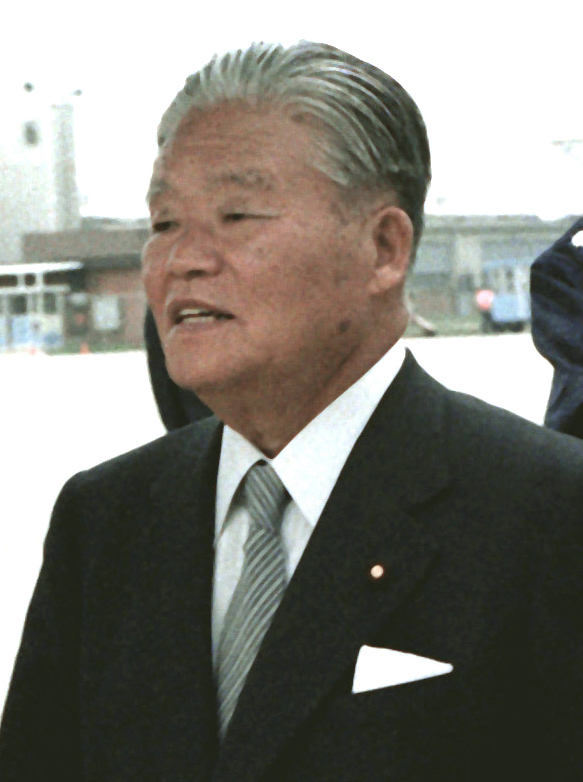
오히라 마사요시

1. 청구권은 3억 달러(무상 공여 포함)로 하되 6년 분할 지불한다.
2. 장기 저리 차관도 3억 달러로 한다.
3. 한국의 대일 무역 청산 계정 4천6백만 달러는 청구권 3억 달러에 포함하지 않는다.

오히라의 메모
1. 청구권은 3억 달러까지 양보하되 지불기한은 12년으로 한다.
2. 무역 계정 4천6백만 달러는 청구권 3억 달러에 포함한다.
3. 차관은 청구권과 별도로 추진한다.

합의 사항
1. 무상공여로 3억 달러를 10년에 나누어 제공하되 그 기한을 단축할 수 있다. 내용은 용역과 물품 한일 청산계정에서 대일 부채로 남은 4천5백73만 달러는 3억 달러 중에서 상쇄한다.
2. 대외 협력 기금 차관으로 2억 달러를 10년에 나누어 제공하되, 그 기간은 단축할 수 있다. 7년 거치 20년 분할 상환, 연리 3푼 5리(정부 차관)
3. 수출입은행 조건 차관으로 1억 달러 이상을 제공한다. 조건은 케이스에 따라 달리한다. 이것은 국교정상화 이전이라도 실시할 수 있다.(민간 차관) — 《6.3 학생운동사》중에서

김종필과 오히라의 회동 이후에도 1962년 케네디와 요시다의 회담, 1963년 11월 존슨과 박정희의 회담 등을 통하여 한일간의 외교관계에 대한 내용이 정리되었다. 회담 타결이 막바지에 이른 1964년 미국은 러스크 국무장관과 극동문제담당차관 등이 한국에 방문하여 일본과 한국의 조속한 수교를 지지한다는 성명을 발표하였다.
1964년 1월부터 한국에서는 한일협상을 반대하는 주장이 나오기 시작하였다. 3월에는 5·16 이후 없었던 학생 시위가 시작되었다. 굴욕적인 한일회담을 반대한다는 학생 시위는 6월 3일 절정을 이루어 6·3 한일협정 반대운동이 일어나게 되었다. 박정희 정권은 비상 계엄을 선포하여 반대의 목소리를 탄압하고 회담을 지속하여 1965년 2월에는 기본조약이, 4월에는 어업협정이 가조인되었다. 1965년 6월 22일 한일기본조약이 정식으로 조인되었으며, 8월 14일 대한민국에서는 여당 단독으로 국회가 열려 한일기본조약을 비준하였다. 1965년 12월 18일 상오10시반 한국의 중앙청 제1회의실에서 두 나라의 국교정상화를 최종적으로 매듭짓는 기본조약 및 협정에 의한 비준서를 교환했다.

#### 3선 개헌 전후
1967년 제7대 국회의원 선거에서도 당선되었다. 민주공화당 내에는 그를 지지하는 파벌이 나타났고 이들은 1971년 차기 대선에서 박정희가 물러나고 그가 후임이 되기를 바라기도 했다. 3선개헌을 고려하던 박정희는 1968년 5월 '국민복지회 사건'을 이용하여 김종필 지지세력을 공화당에서 제명하였다. 자신의 오른팔이었던 김용태 의원이 중정으로 끌려가 고문을 당하는등에 수모를 겪었다. 이일로 인해 김종필은 같은해 5월 30일에 정계에서 은퇴하였다.
국민복지회는 송상남이 주도하여 1968년 3월에 만든 단체였다. 이 단체 소속 의원들과 당원들이 제명처분을 받은 이유는 이들이 3선개헌을 반대하며 1971년 대선에 김종필을 공화당 후보로 추대하려 했기 때문이다. 그러나 송상남, 김용태등 회원들은 국민복지회가 '농촌 근대화운동'을 위한 조직이었다고 항변했다. 물론 이들의 주장은 전혀 받아들여지지 않았다. 아울러 중앙정보부의 조사과정에서 발견된 '시국판단서'는 송상남이 개인적으로 작성한 것이라고 주장하였으나, 이 문건이 제명처리에 주요근거가 되고 말았다.
정계은퇴후 부인의 신병치료차 방일하였다가 1970년 4월에 귀국하였는데, 이때부터 삼선개헌 지지로 돌어서면서 정계에 복귀했다. 1970년 12월 민주공화당 총재 수석상임고문, 1971년 3월 민주공화당 부총재를 지냈다.

#### 유신 시대

##### 국무총리 재직 시절
1972년 5월엔 PTP 명예 총재에 선출되기도 했다. 1973년 6월에는 서독을 순방하고 귀국했다.
1974년 일요화가회 명예회장, 1974년 5월 5·16민족상 이사장, 대한올림픽위원회 명예위원장 등을 지냈다. 유신정권의 국무총리를 지내는 등 실권을 유지했다. 1976년 한일의원연맹 한국측 회장에 취임했고, 1977년 한일친선협회 중앙회장에 선출됐다.
1973년 1월 해리 트루먼의 추도식에 참석차 비행기편으로 미국 워싱턴을 방문하고 귀국하였다. 그해 5월 28일 다시 출국 스페인의 마드리드에 도착하여 심흥선(沈興善) 주스페인 대사를 만난 뒤 알프레도 산체스 공보, 관광부 장관, 루이스 카레로 블랑코 스페인 부총통을 면담하고 6월 5일에는 프랑스를 방문 하고 귀국했다.

##### 박정희와의 갈등, 외교 특사 활동

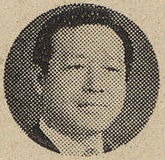
국무총리 시절의 김종필

그러나 정권의 2인자로 끊임없이 박정희와 갈등했고, 1975년 12월 18일 국무총리직에서 전격 경질된다.
박정희는 그 대신 그의 둘째 형 종익을 대신 충남 부여 지역구 국회의원으로 내보냈다. 이후 김종익은 7, 8, 9대 의원을 지내게 됐다. 김종필이 박정희와의 갈등 때문에 파란을 겪고 있을 당시 정권측에서 부여지역 민심을 달래기 위해 동생 대신 억지로 부여지역구에 출마시킨 것이었다.
1977년 2월부터 3월까지 대통령 특사 자격으로 중남미를 순방한다. 그해 2월 10일부터 14일까지 중화민국을 방문하여 장징궈, 옌자진과 면담한 뒤 일본을 방문하여 후쿠다 수상, 오히라 자민당 간사장 등을 면담한 뒤 모로코 등을 방문했다. 그해 3월에는 브라질 등을 방문한 뒤 4월 11일 귀국하였다.
1979년 3월 제10대 국회의원에 재선하였다. 그해 6월에는 유럽 특사로 파견되어 독일과 프랑스 등을 순방하고 귀국했다.

##### 유신 붕괴 직후
1979년 10월 박정희가 사망한 후 1979년 11월 12일 민주공화당 당무회의에서 만장일치로 총재로 선출되고, 1979년 11월에는 5·16 민족상 재단 총재가 됐다.
박정희 사후 공화당계 정당의 유력자로 부상하면서 재야 운동가들은 그에게 민주적인 선거 절차에 의한 정권 교체에 협조하라는 편지를 보냈다. 김종필은 민주공화당 총재로서, 김영삼, 김대중 등과 함께 유력한 차기 대권 주자로 부각했다.
1980년 5월 18일 새벽 5·17 비상계엄 확대조치와 함께 보안사에 체포돼 감금당했다. 5월 18일 아침 최규하 정권은 관제보도를 통해 김종필 등 10여 명을 유신 시대의 부정축재자로 발표했다. 이런 조치와 감금을 당하는 와중에 수경사령관 노태우 소장은 김종필이 감금된 지하감옥을 방문하고, 존댓말을 쓰며 깍듯이 예우했다. 김종필은 자신의 고사와 이승만, 박정희 시절의 2인자들의 몰락과 비참한 최후를 설명하며 절대 1인자 (당시 1인자란 전두환을 지칭)에게 밉보이지 말 것, 전두환이 서운하게 하더라도 절대 서운한 표현을 해서는 안되며 서운함을 드러냈을 경우 아랫사람과 주변의 이간질하는 세력이 나타나 관계를 악화시킨다는 것 등 2인자로서의 처세술을 노태우에게 일러주었다.
1980년 9월 그는 신군부에 의해 재산을 헌납하도록 강요받고, 정계에서 은퇴한다는 각서를 썼다.
그가 정계에서 은퇴하면서 구 민주공화당, 유정회계 인사들은 한국국민당을 창당해 활동했다. 그러나 정치금지가 해제되면서 김종필이 정계에 복귀하자 구 공화당, 유정회 인사들은 그를 총재로 받들고 신민주공화당을 창당하였다. 신군부에 의해 정계를 강제 은퇴당한 그는 이후 운정재단을 운영하면서 사회사업에 종사하였다.

#### 정치 금지와 복귀
1980년 5·17 사태 이후 정치활동이 정지당한 채 1987년까지 야인생활을 하며 지냈다. 1987년 정계에 복귀해 10월에는 신민주공화당을 창당하고 총재에 추대됐으며 신민주공화당의 출범 직후 구 민주공화당과 유정회의 후신인 국민당을 흡수했다. 87년 8월 신민주공화당 대통령 후보로 13대 대통령 선거에 출마하였다.
이어 그는 1980년 무렵 전두환 정권에 의해 해직된 공무원과 공직자들의 복직을 공약의 하나로 내세우기도 했다. 12월의 대통령 선거 결과 4위로 낙선했다. 그러나 노태우 정부의 5공 청산과 권위주의 철폐 등에 비호감을 느낀 군사 정권 출신 인사들의 지지에 힘입어 이듬해인 1988년 4월에는 13대 국회의원으로 당선됐다.

### 공동 여당 창립

#### 삼당 합당과 탈퇴
민주정의당의 노태우로부터 3당합당의 제의가 오자 고려 끝에 노태우의 제안을 수용했다. 1990년 초 3당합당을 통해 김영삼의 통일민주당, 노태우의 민주정의당과 통합하고, 민주자유당 출범에 참여해 다시 집권여당의 정치인이 되고, 1990년 2월 민주자유당 최고위원에 선출됐다. 1992년 3월 민주자유당 대표위원, 김영삼 정부 초기에 다시 집권 민주자유당의 대표가 됐으나, 내각제를 추진하려는 그의 견해와 대통령중심제를 고수하려는 김영삼 간의 정치적 견해 차이로 갈등하게 됐다. 한편 차기 대선유력주자로 거론됐으나 노태우는 박철언을 선택하려 했고, 이후 김영삼 계열이 집단 탈당조짐을 보이자 노태우는 김영삼을 후계자로 결정했다. 이 과정에서 그는 대선 예비주자로서의 기회를 얻지도 못했다.
1992년 8월에 민자당 대표최고위원에 재선임되었다. 그는 내각 책임제 개헌을 주장했는데 김영삼과 13대 대권을 놓고 경쟁하게 됐다. 1993년 2월에 김영삼이 대통령에 당선, 문민정부 출범 이후 불편한 관계를 유지하다가 신군부, 하나회 등 전두환 계열의 군부 숙청 이후 당내 군부세력을 제거하려던 김영삼과의 불화 끝에 민주계는 그의 퇴진을 이끌어낸다. 1995년 2월 9일 그는 민자당 총재직 사퇴와 동시에 탈당하고 자유민주연합이라는 독자정당을 다시 창당했다. 이후 일부 영남권 인사들을 포섭하고 박정희, 전두환 정권 출신 인사들과 지지층의 표심을 공략했으나 실패했다.

#### DJP연합과 국민의 정부 출범
1995년 3월에 자민련의 총재에 추대되었고 1996년 4월 제15대 국회의원에 당선됐다. 1997년 제15대 대통령 선거에서 이념적 차이가 있는 김대중과 손을 잡아 DJP연합으로 김대중을 대통령으로 당선시키는데 큰 역할을 하고 1997년 11월에는 자유민주연합 명예총재로 정계일선에서 물러났다.
그가 김대중과 손을 잡자 보수주의 세력에서는 그의 연합을 놓고 비난을 퍼부었다. 이후 국민의 정부의 첫 국무총리 서리로 5개월간 지낸 후 총리로 임명되었다. 그는 DJP연합 정권의 한 축으로서 총리를 포함한 일부 각료의 인사권 등을 행사하였고 '국민연금' 등의 주요 정책에서도 그 권한을 드러내었다. 그러나 내각제 개헌, 대북 관계 등을 놓고 김대중과 갈등했고, 2001년 결국 DJP연합은 붕괴된다. 그가 총리직에서 사퇴한 뒤 박태준이 후임자가 되었다.
2000년에 실시된 대한민국 제16대 총선에서 그가 이끄는 자민련은 17석을 얻는 데 그쳐 원내교섭단체 구성에 실패했다. 2001년 9월 국회에서 임동원 통일부 장관 해임안을 가결한 것을 계기로 김대중 정부와 결별을 선언했다. 이후 김종필은 소수야당의 총재로 남게 됐다. 1999년 2월 10일부터 11일까지 인도를 방문했다. 김종필은 한국이 파트너 국가로 참가한 인도 엔지니어링 무역 박람회《IETF'99》의 개막식에 참석하고 돌아왔다. 1999년 6월 12일 제1회 자랑스런 미술인상(미술인 지원에 공로)을 받았고, 1998년 7월 한국미술협회 '대한민국 50년을 만든 50대 인물'에 선정됐으며 1998년 5월의 홍콩 아시아위크지 앙케이트 조사에 아시아 유력인사 50인 35위에 선정됐다. 1999년 미국 마르퀴즈 후즈 후사의 1999년판 후즈 후 인 더 월드에 등재됐다.

### 제16대 대통령 선거
DJP연합이 파기되고 김대중 정부와 결별을 선언한 김종필은 2002년 대한민국 제16대 대통령 선거를 앞두고 1월 15일, 내각제를 핵심공약으로 내세운 뒤 출마를 선언했다. 그러나 충청권 지역 이외에 지지세를 많이 잃어버린 탓에 지지율이 오르지 않자 독자출마를 포기했다. 2002년 대선 기간동안 김종필은 한나라당의 대선후보 이회창과 새천년민주당 대선후보 노무현 중 어느 인물도 지지하지 않고 중립을 유지했으며, 특히 두 후보 모두 '삼김정치' 청산을 내세우며 대선판에 등장한 건 삼김의 정치세가 2000년대에 들어 악화되었음을 보여주었다.
2005년 정계은퇴 이후 동아일보와 인터뷰에서 2000년 이회창에게 20석 이하의 자민련도 교섭단체 지위를 가질 수 있게 해주겠다는 약속을 받았으나 나중에는 그런 말을 한 적도 없다는 거짓말을 했고, 이 때문에 그를 믿을 수 없다는 이유로 지지하지 않았다고 답했다.
노무현 정부 출범 이후 자민련의 정치세는 더욱 악화되었으며 김종필은 소수 야당 총재로 남아 정치활동을 지속하였다.

### 노무현 대통령 탄핵소추와 정계은퇴
2004년 새천년민주당, 한나라당이 대통령 노무현 탄핵소추안을 발의하자 그는 처음에는 탄핵에 반대하였으나, 이후 의원들의 자유의사로 돌리며 사실상 중립을 선언했다. 김종필은 탄핵안 표결에 불참하였다.
그러나 자민련은 탄핵 역풍을 이겨내지 못했다. 제17대 국회의원 선거에서 자민련은 지역구에서 4석을 획득하는 데에 그치면서 교섭단체도 구성하지 못했고, 비례대표에서는 후보 15명(1번 김종필, 2번 성완종, 3번 조희욱, 4번 김종택, 5번 유운영, 6번 이희자, 7번 신은숙, 8번 김용준, 9번 이병우, 10번 김영일, 11번 문도연, 12번 박배철, 13번 오영자, 14번 김용희, 15번 권경애)이 출마했지만 지역구 5석, 비례대표 최종 득표율 2.8%를 기록하면서 0.2% 차이로 김종필을 포함한 비례대표 국회의원 전원이 낙선하였다. 10선에 실패한 김종필은 총재직을 사퇴하고 정계 은퇴 선언을 하여, 43년만에 정치계에서 퇴장했다. 김종필이 은퇴하면서, 삼김은 모두 정계에서 은퇴하게 되었으며 삼김시대도 막을 내렸다.
이후 충청권 지역 정당으로 국민중심당, 자유선진당 등이 만들어졌지만 자신은 이에 가담하지 않았으며, 2007년 대선에서도 한나라당 후보인 이명박을 지지했다. 2008년 3월 26일, 김종필은 김영삼 전 대통령과 함께 서울 강남에서 회동을 갖고 한나라당 공천 결과가 편파적으로 진행됐다는 데 의견을 같이하고 이명박을 강력히 성토했다. 2000년대 이후 한성디지털대학교의 명예 석좌교수에 위촉되기도 했다.
2008년 12월 15일 무렵 갑자기 뇌졸중으로 쓰러져 입원, 이후 초인적인 재활운동을 통해 2010년 무렵 거의 정상을 회복했다.

## 사망
정계를 은퇴 한 뒤 2008년 뇌졸중으로 쓰러진 이후 치료와 재활을 반복해오던 김종필은 2018년 5월 무렵부터 음식을 제대로 삼키지 못할 정도로 건강이 악화되었다. 2018년 6월 23일에 서울 신당동 자택에서 호흡곤란 증세를 일으켜 순천향대병원으로 이송되었으나, 결국 병원에 도착하기 전에 회복하지 못하고 세상을 떠났다. 향년 92세였으며, 사인은 노환으로 알려졌다. 빈소는 서울아산병원 장례식장에 마련되었고 장례는 5일 가족장으로 간소하게 치러졌다. 6월 27일 영결식 및 발인식이 거행되었고, 그의 유해는 충청남도 부여군의 종중묘역에 안장되었다.

## 가족 관계
- 할아버지: 김현택(金顯澤, 1846년~1936년, 철종 선릉참봉 역임)
- 할머니: 밀양 박씨(密城 朴氏, 1845년~1917년)
- 아버지: 김상배(金相培, 1887년~1962년)
- 어머니: 이정훈(李貞薰, 1899년~1978년)
  - 형님: 김종호(金鍾浩, 1917년~1998년, 서울 종로구청 주사, 중앙곡물협회 회장 역임)
  - 형수: 김복례(金福禮, 1918년~2001년)
    - 조카: 김성태(金星泰)
      - 전 질부: 김순란(金順蘭, 1940년~, 이대 졸업 후 1980년대 무렵 미국으로 건너가 상점 운영, 슬하 1남 1녀)

    - 조카: 김춘태(金春泰, 1939년~)
      - 조카사위: 조병창(趙炳昌, 1931년~, 예비역 육군 소령 역임, 슬하 3남)

    - 조카: 김춘자(金春子, 1942년~)
    - 조카: 김인태(金仁泰, 금진상공 대표)
    - 조카: 김익태(金益泰, 남양 콘테이너 사장)
    - 조카: 김지태(金知泰, 중소기업 이사로 재직)
    - 조카: 김승자(金承子, 1957년~, 숙명여대 졸업)
    - 조카사위: 박홍식(朴洪植, 1953년~, 전기통신연구소 연구 실장)

  - 형님: 김종익(金鍾翊, 1918년 6월 27일~2000년 12월 20일, 전 민주공화당 의원)
  - 형수: 이의렴(?~?)
    - 조카: 김황태(金皇泰, 삼성전자 차장)
    - 조카: 김일태(金一泰, 프로방스대 문학 박사 학위 취득 후 동덕여대 교수 역임)

  - 형님: 김종락(金鍾珞, 1920년 5월 16일~2013년 8월 22일, 대한야구협회 상임고문 역임)
  - 형수: 나카도가와 사나에(1921년~)
    - 조카: 김숙자(金淑子, 1945년~)
      - 조카사위: 신인수(申仁洙, 1942년~)

    - 조카: 김정태(金政泰, 1949년~)
    - 조카: 김민태(金珉泰, 1950년~)
    - 조카: 김휘태(金輝泰, 1952년~)
    - 조카: 김이태(金利泰, 1956년~)
    - 조카: 김의태(金義泰, 1962년~)

  - 형님: 김종소(金鍾韶, 1925년~2001년)
  - 형수: 박춘규(朴春圭, 1931년~)
    - 조카: 김한태(金漢泰, 1955년~, 연세대 졸업 후 건설회사 전무 역임)
    - 조카: 김형준(金亨準, 1961년~, CSU 졸업)
    - 조카 : 김우준(金宇準, 1963년~)
    - 조카 : 김범준(金範準, 1965년~, 연세대 졸업 후 행정고시에 합격 후 공무원 재직)

  - 동생 : 김종관(金鍾寬, 1930년~2010년)
  - 제수 : 신홍자(申弘子, 1942년~, 교사였으나 전두환 집권 후 강제 퇴직)
    - 조카 : 김진태(金眞泰, 1968년~)
    - 조카 : 김혜진(金惠珍, 1974년~)
- 배우자 : 박영옥(朴榮玉, 1929년 10월 30일~2015년 2월 21일 , 박정희 대통령의 조카)
  - 딸 : 김예리(金禮利, 1951년 12월 27일~)
  - 아들 : 김진(金進, 1961년 9월 3일 ~ 2023년 12월 4일, 리디아와 결혼한 후 환경무역업 경영, 슬하 2남 1녀)
  - 며느리 : 리디아(1962년 ~ , 미국 국적 과테말라 출신)
- 장인 : 박상희(朴相熙, 박정희 대통령의 셋째형, 1905년 9월 10일~1946년 10월 6일)
- 장모 : 조귀분(趙貴紛, 1908년 12월 16일~1992년 11월 14일)

## 경력
- 1949 육군사관학교 제8기 임관
- 1952.8~1953.5 6사단 19연대 수색중대장
- 1961.5~1963.1.6 초대 중앙정보부장(부총리급)
- 1963.1~1963.2 재건당 대표
- 1963 민주공화당 창당위원장
- 1963년 11월 26일: 대한민국 제6대 국회의원 선거 당선(충남 부여군, 민주공화당, 초선)
- 1963.12~1964.6 민주공화당 의장
- 1963.12~1967.6 제6대 국회의원(충남 부여군, 민주공화당, 초선)
- 1965.12~1968.5 민주공화당 의장
- 1967년 6월 8일: 대한민국 제7대 국회의원 선거 당선(충남 부여군, 민주공화당, 재선)
- 1967.1~1968.6 제7대 국회의원(충남 부여군, 민주공화당, 재선)
- 1971.3~1979.11 민주공화당 부총재
- 1971년 5월 25일: 대한민국 제8대 국회의원 선거 당선(전국구, 민주공화당, 3선)
- 1971.7~1972.10 제8대 국회의원(전국구 1번, 민주공화당, 3선)
- 1971.6~1975.12 제11대 국무총리(박정희 정부)
- 1973년 2월 27일: 대한민국 제9대 국회의원 선거(통일주체국민회의, 유신정우회, 4선)
- 1973.2~1978.12 제9대 국회의원(통일주체국민회의, 유신정우회, 4선)
- 1976 한일의원연맹 회장
- 1978년 12월 12일: 대한민국 제10대 국회의원 선거 당선(충남 부여군·서천군·보령군, 민주공화당, 5선)
- 1979.3~1980.8 제10대 국회의원(충남 부여군·서천군·보령군, 민주공화당, 5선)
- 1979.11~1980.3 민주공화당 의장 대행 및 총재
- 1987.10~1990.1 신민주공화당 총재
- 1987.11~1987.12 제13대 대통령 선거 신민주공화당 대통령 후보
- 1988년 4월 26일: 대한민국 제13대 국회의원 선거 당선(충남 부여군, 신민주공화당, 6선)
- 1988.5~1992.5 제13대 국회의원(충남 부여군, 신민주공화당→민주자유당, 6선)
- 1992년 3월 26일: 대한민국 제14대 국회의원 선거 당선(충남 부여군, 민주자유당, 7선)
- 1992.5~1996.5 제14대 국회의원(충남 부여군, 민주자유당→무소속→자유민주연합, 7선)
- 1990.2~1992.8 민주자유당 최고위원
- 1992.8~1995.1 민주자유당 대표위원
- 1995.3~1997.11 자유민주연합 총재
- 1996년 4월 11일: 대한민국 제15대 국회의원 선거 당선(충남 부여군, 자유민주연합, 8선)
- 1996.5~2000.5 제15대 국회의원(충남 부여군, 자유민주연합, 8선)
- 1998.3~2000.1 제31대 국무총리(김대중 정부)
- 2000년 4월 13일: 대한민국 제16대 국회의원 선거 당선(전국구, 자유민주연합, 9선)
- 2000.5~2004.5 제16대 국회의원(전국구 1번, 자유민주연합, 9선)
- 2001.10~2004.4 자유민주연합 총재
- 2007.11~2012.2 한나라당 명예상임고문
- 2007.11~2007.12 제17대 대통령 선거 한나라당 이명박 대통령 후보 선대위원회 명예고문
- 2012.2 새누리당 명예상임고문

## 상훈
- 1954년 9월 동성 훈장(미국).
- 1955년 1월 은성 충무무공 훈장
- 1961년 10월 대수보정 훈장(중화민국)
- 1963년 1월 일등 보국 훈장 통일장
- 1966년 10월 공로 대훈장(파라과이)
- 1966년 7월 로훈장(이탈리아)
- 1966년 10월 보국 일등 훈장(베트남)
- 1971년 12월 청조 근정 훈장
- 1971년 6월 수교훈장 광화장
- 1973년 6월 훈일등욱일대훈장(일본)
- 1974년 11월 수교훈장 광화대장
- 1975년 10월 아프리카 가봉 대훈장
- 1975년 10월 적십자대장 태극장
- 1975년 10월 칠레 대훈장
- 1977년 10월 아르헨티나 대십자훈장
- 1977년 10월 중화민국 대수보훈장
- 1978년 2월 대훈장(아르헨티나)
- 1998년 10월 압둘아지르왕 훈장(사우디아라비아)
- 1999년 6월 한국미술협회 제1회 자랑스런 미술인상(미술인 지원에 공로)
- 2000년 1월 17일~1월 25일 서울경제신문 주최 명사미술전 출품-휘호(백상기념관)
- 2018년 6월 국민훈장 무궁화장(추서)

## 학력
- 1940년 부여공립보통학교 졸업
- 1944년 공주고등보통학교 졸업
- 1944년 주오 대학교 예비과정 중퇴
- 1945년 공주교육대학교 졸업
- 1948년 서울대학교 교육학과 수료
- 1949년 대한민국 육군사관학교 8기 졸업
- 1952년 미국 육군보병학교 졸업
- 1956년 대한민국 육군보병학교 졸업
- 1958년 대한민국 국방대학교 행정학사 3기

### 명예 박사 학위
- 1963년 페얼레이 디킨슨 대학교 명예 법학박사
- 1964년 롱아일랜드 대학교 명예 법학박사
- 1966년 중앙대학교 명예 법학박사
- 1966년 웨스트민스터신학대학원대학교 명예 문학박사
- 1974년 홍익대학교 명예 철학박사
- 1992년 유타대학교 명예 정치학 박사
- 1995년 OSU 명예 이학박사
- 1998년 동의대학교 명예 경제학 박사
- 1998년 명지대학교 명예 법학박사
- 1998년 공주대학교 명예 교육학 박사
- 1998년 규슈 대학교 명예 철학박사
- 2002년 광주대학교 명예 행정학 박사
- 2007년 아오야마가쿠인 대학 명예 정치학 박사

## 평가

### 긍정적 평가
김종필은 삼김 중 하나인 대한민국의 2인자로써 막대한 정치적 영향을 끼친 인물이다. 5.16군사정변의 시스템을 설계하여 헌정을 붕괴시킨 사건이지만 안정적으로 관리하였고 훗날 국가정보원이 되는 중앙정보부를 설립하여 공안정보기관에 기여를 했으며 제1차 경제개발계획 수립에도 도움을 주었다.

### 부정적 평가
군사 정권 출신이며 5.16 군사 정변의 주동자의 한 사람이라는 점과 박정희 정권에 부역하였다는 점은 부정적으로 평가된다. 그러나 반대로 보수 진영에서는 그가 1998년 DJP연합으로 정권교체에 기여한 점을 부정적으로 평가하기도 한다. 그 밖에 김영삼, 김대중과 함께 삼김으로 불리며 충청권의 맹주로 자임하며 지역갈등, 지역정치를 조장했다는 점에서도 부정적인 시각이 일부 존재하고 있다.

## 일화
아들 김진은 고려대학교 경제학과를 졸업한 후 미국 유타 대학교에 유학을 하던 중 그곳에서 만난 과테말라 여성 리디아와 결혼했다. 당시 그의 반응에 대한 측근의 진술로는 "김 총리가 미처 말리고 어쩌고 할 틈도 없이 김진씨가 이미 모든 것을 결정한 다음이라 김 총리도 속수무책으로 인정하는 수밖에 없었다."라고 하였다.
박정희 대통령 집권 초기 중앙정보부를 창설하고 군사 정권을 이끌던 김종필은, 호텔의 성격이 외래 관광객과 주한 유엔군 휴가장병 유치시설로 규정된 만큼 그 의미를 강조하기 위해 자신이 주도해 ‘워커힐’이라는 이름으로 호텔을 지었다.
세종문화회관 건축 당시 설계도에도 없던 파이프 오르간 설치를 김종필 총리가 지시한다. 당시에는 이 오르간이 동양 최대의 오르간이었다.

## 저서
- 《JP칼럼》
- 《JP화첩》
- 《새 역사의 고동》
- 《김종필 증언록》
- 《남아있는 그대들에게》

## 기타
- 1992년 12월 한국소설가협회 명예회원
- 1993년 6월 한국 펜클럽 평생회원

### 좌우명
- 일일신 우일신(日日新 又日新)
- 상선여수(上善如水)

## TV 프로그램
- 1998년 KBS2 《TV는 사랑을 싣고》

## 대중 매체

### TV 드라마
- MBC 1989년 《제2공화국》 이정길
- MBC 1993년 《제3공화국》 이정길
- SBS 1995년 《코리아게이트》 이정길
- MBC 1995년 《제4공화국》 한인수
- SBS 1998년 《삼김시대》 정동환
- SBS 2003년 《야인시대》 한창호
- MBC 2004년 《영웅시대》 정재곤
- MBC 2005년 《제5공화국》 이정길

## 관련 서적
- 김종필, 《JP 칼럼》 (프로젝트409, 1997)
- 강준만, 《한국현대사산책:1960년대편 1》 (인물과사상사, 2006)
- 강준만, 《한국현대사산책:1960년대편 2》 (인물과사상사, 2006)
- 강준만, 《한국현대사산책:1970년대편 1》 (인물과사상사, 2006)
- 강준만, 《한국현대사산책:1970년대편 2》 (인물과사상사, 2006)
- 강준만, 《한국현대사산책:1990년대편 1》 (인물과사상사, 2006)

## 역대 선거 결과
|  | 68.15% |

|  | 91.06% |

|  | 48.8% |

|  | 0% |

|  | 66.63% |

|  | 8.06% |

|  | 81.88% |

|  | 72.53% |

|  | 66.35% |

|  | 9.8% |

|  | 2.82% |

## 소속 정당
| 소속 정당 | 소속 정당    | 소속 기간 | 비고                |
| --------- | ------------ | --------- | ------------------- |
|           | 무소속       | 1960~1963 | 정계 입문           |
|           | 재건당       | 1963      | 창당                |
|           | 민주공화당   | 1963~1968 | 합당                |
|           | 무소속       | 1968~1969 | 탈당                |
|           | 민주공화당   | 1969~1973 | 복당                |
|           | 무소속       | 1973      | 탈당                |
|           | 유신정우회   | 1973~1978 | 입당                |
|           | 무소속       | 1978      | 탈당                |
|           | 민주공화당   | 1978~1980 | 복당                |
|           | 무소속       | 1980~1987 | 정당 해산 정계 은퇴 |
|           | 신민주공화당 | 1987~1990 | 창당 정계 복귀      |
|           | 민주자유당   | 1990~1995 | 합당                |
|           | 무소속       | 1995      | 탈당                |
|           | 자유민주연합 | 1995~2004 | 창당                |
|           | 무소속       | 2004~2007 | 탈당 정계 은퇴      |
|           | 한나라당     | 2007~2012 | 입당                |
|           | 새누리당     | 2012      | 합당                |
|           | 무소속       | 2012~2018 | 탈당 사망           |

## 같이 보기
- 일본공산당
- 적화통일
- 제3공화국
- 제4공화국
- 제5공화국
- 제6공화국
- 박정희
- 김대중
- 김영삼
- 전두환
- 노태우
- 노무현
- 이명박
- 박근혜
- 문재인
- 김재규
- 차지철
- 이후락
- 부여군 (1963년 선거구)
- 부여군·서천군·보령군
- 대한민국 제13대 대통령 선거
- 대한민국 제8대 국회의원 선거 민주공화당 후보 목록#전국구
- 대한민국 제9대 국회의원 선거 유신정우회 후보 목록#전국구
- 부여군 (1988년 선거구)
- 부여군의 국회의원
- 서천군의 국회의원
- 보령군의 국회의원
- 대한민국 제15대 국회의원 선거 자유민주연합 후보 목록#전국구
- 대한민국 제16대 국회의원 선거 자유민주연합 후보 목록#비례대표
- 대한민국의 국가정보원장
- 대한민국의 국무총리